# Sydlig ålbrosme
Sydlig ålbrosme (Lycodes sarsii) är en bottenfisk från familjen tånglakefiskar som finns i Nordatlanten.

## Utseende
En långsmal fisk med ålliknande kroppsform. De unga fiskarna är gråbruna utan mönster och saknar fjäll. Äldre fiskar får en mer varierad färgteckning och har fjäll på kroppen.Ryggfenan, stjärtfenan och analfenan är sammanvuxna till en enda fena, medan bröstfenorna är små. Som mest kan fisken bli 20 cm lång. Arten har flera stora, slemfyllda gropar med sinnesorgan längs käkarna.

## Vanor
Den sydliga ålbrosmen är en bottenfisk som lever på mjukbotten (dy) på ett djup mellan 150 och 500 n, gärna inte för långt ifrån kusten. Den lever på bottendjur som havsborstmaskar, kräftdjur och musslor.

## Utbredning
Arten finns från nordöstra Kanada (Newfoundland), södra Grönland och Island till Norges kust, därifrån till Kolahalvön i norr och Skagerack i söder. Besöker tillfälligtvis Bohuslän.